# Malta nos Jogos Olímpicos de Verão de 2008
Malta participou dos Jogos Olímpicos de Verão de 2008, em Pequim, na China. O país estreou nos Jogos em 1928 e essa foi sua 14ª participação.

## Desempenho

### Atletismo
Masculino
| Nicolai Portelli | 200 m masculino | 22s31 | 60º | Não avançou | Não avançou | Não avançou | Não avançou | Não avançou | Não avançou | Não avançou | Não avançou |
| Charlene Attard  | 100 m feminino  | 12s20 | 57º | Não avançou | Não avançou | Não avançou | Não avançou | Não avançou | Não avançou | Não avançou | Não avançou |

### Judô
Feminino
| Atleta         | Prova | Preliminar             | Fase de 32                 | Fase de 16             | Quartas                | Semifinais             | Repescagem 1ª fase     | Repescagem Quartas     | Repescagem Semifinais  | Final                  |
| Atleta         | Prova | Adversário e resultado | Adversário e resultado     | Adversário e resultado | Adversário e resultado | Adversário e resultado | Adversário e resultado | Adversário e resultado | Adversário e resultado | Adversário e resultado |
| -------------- | ----- | ---------------------- | -------------------------- | ---------------------- | ---------------------- | ---------------------- | ---------------------- | ---------------------- | ---------------------- | ---------------------- |
| Marcon Bezzina | -63kg |                        | ALG K. Saidi L 0000 - 0200 | Não avançou            | Não avançou            | Não avançou            | Não avançou            | Não avançou            | Não avançou            | Não avançou            |

### Natação
| Atleta           | Prova                     | Elims. | Elims. | Semifinal   | Semifinal   | Final       | Pos. |
| Atleta           | Prova                     | Tempo  | Pos.   | Tempo       | Pos.        | Tempo       | Pos. |
| ---------------- | ------------------------- | ------ | ------ | ----------- | ----------- | ----------- | ---- |
| Ryan Gambin      | 100 m borboleta masculino | 53s70  |        | Não avançou | Não avançou | Não avançou | 48º  |
| Madeleine Scerri | 100 m livre feminino      | 57s97  |        | Não avançou | Não avançou | Não avançou | 45º  |

### Tiro
Masculino
| Atleta           | Prova       | Qualif. | Qualif. | Final       | Final       | Pos.        |
| Atleta           | Prova       | Res.    | Pos.    | Res.        | Pos.        | Pos.        |
| ---------------- | ----------- | ------- | ------- | ----------- | ----------- | ----------- |
| William Chetcuti | Fossa dublê | 136     | 8       | Não avançou | Não avançou | Não avançou |